# Союз сил за перемены (Того)
Союз сил за перемены (фр. Union des Forces du Changement, UFC) — левоцентристская политическая партия Того, основанная в 1992 году как федерация партий Гилхристом Олимпио, сыном первого президента Того Силвануса Олимпио.

## История
Союз сил за перемены был основан Гилхристом Олимпио в результате объединения нескольких политических организаций 1 февраля 1992 года. Однако Олимпио было запрещено участвовать в президентских выборах в августе 1993 года по техническим причинам. В 1994 году партия бойкотировала парламентские выборы. На президентских выборах 1994 ода Олимпио согласно официальным результатам, которые партия рассматривала как сфальсифицированные, получил 34 % голосов и занял 2-е место, уступив давнему президенту Гнассингбе Эйадеме. Союз сил за перемены вновь бойкотировал парламентские выборы 1999 года, а также участвовал в бойкоте оппозиции на следующих парламентских выборах в 2002 году.
10 октября 2010 года Жан-Пьер Фабр и большинство руководителей Союза сил за перемены создали Национальный альянс за перемены во время учредительного собрания, оставив прежнюю партию Гилхристу Олимпио. 8 ноября 2010 года Олимпио, оставшийся руководителем партии, попросил членов парламента, присоединившихся к Национальному альянсу за перемены, отказаться от своего депутатского мандата в качестве членов парламента, чтобы не «предавать доверие избирателей». В результате это привело к исключению 9 депутатов Национального альянса за перемены из парламента.
После 3 лет сотрудничества с режимом Гнассингбе Эйадемы, Союз сил за перемены был сурово наказан избирателями во время выборов в парламент 2013 года: партия получила лишь 3 места вместо прежних 27, полученных в 2007 году. Несмотря на поражение, Олимпио решил продолжить свое сотрудничество с режимом и получил 3 министерских поста в новом правительстве Квеси Ахумей-Зуну. Это решение подверглось критике партийными чиновниками и привело к новому внутрипартийному кризису и исключению из партии протестестовавших, включая заместителя и бывшего министра Джимона Оре.

## Участие в выборах

### Президентские выборы
| Год  | Кандидат              | Голоса     | Голоса | Результат |
| Год  | Кандидат              | Количество | %      | Результат |
| ---- | --------------------- | ---------- | ------ | --------- |
| 1998 | Гилхрист Олимпио      | 532 771    | 34,2 % | Поражение |
| 2003 | Эммануэль Боб-Акитани | 784 102    | 33,7 % | Поражение |
| 2005 | Эммануэль Боб-Акитани | 841 797    | 38,2 % | Поражение |
| 2010 | Жан-Пьер Фабр         | 692 584    | 33,9 % | Поражение |

### Парламентские выборы
| Год  | Голоса     | Голоса  | Голоса   | Места      | Места |
| Год  | Количество | %       | ±        | Количество | ±     |
| ---- | ---------- | ------- | -------- | ---------- | ----- |
| 2007 | 867 507    | 37,79 % | +37,79 % | 27 из 81   | 27 ▲  |
| 2013 | 145 359    | 7,7 %   | -30 %    | 3 из 67    | 24 ▼  |
| 2018 |            |         |          | 6 из 91    | 3 ▲   |